# ریه تاناکا (ژیمناست)
ریه تاناکا (ژیمناست) (به انگلیسی: Rie Tanaka (gymnast)) ژیمناست زادهٔ ۱۱ ژوئن ۱۹۸۷ میلادی اهل کشور ژاپن است.